# وادیسواف زیلینسکی
وادیسواف زیلینسکی (انگلیسی: Władysław Zieliński; ۲۴ ژوئیهٔ ۱۹۳۵ – ) قایقران کانو اهل لهستان بود.
وی در مسابقات کشوری و بین‌المللی در مجموع برندهٔ ۱ مدال طلا، ۱ مدال برنز شده‌است.